# Brama Krakowska (makroregion)
Brama Krakowska (512.3) – makroregion fizycznogeograficzny w południowej Polsce, w obrębie tektonicznych obniżeń Północnego Podkarpacia, sąsiadujący od zachodu z Kotliną Oświęcimską, od wschodu zaś z Kotliną Sandomierską; na południu z progiem Pogórza Wielickiego i na północy z Garbem Tenczyńskim (częścią Wyżyny Krakowsko-Częstochowskiej).
Długość 40 km, szerokość do 6 km, powierzchnia 275 km². Geologicznie jest to rów tektoniczny wypełniony osadami mioceńskiego morza. Brama Krakowska stanowi część doliny Wisły, na jej wschodnim krańcu zlokalizowane jest miasto Kraków; inne miejscowości: Skawina, Piekary (k. Liszek).
W obrębie Bramy Krakowskiej wyróżnia się trzy mezoregiony:
- Rów Skawiński – we wschodniej części regionu; od granicy z Kotliną Oświęcimską po Skawinę przebiega nim dolina Wisły, która następnie skręca w kierunku północno-wschodnim, natomiast rów ciągnie się dalej na wschód aż po Swoszowice.
- Obniżenie Cholerzyńskie – łukowato wygięta równina, okalająca od północy Rów Skawiński; jego część stanowią krakowskie Błonia.
- Pomost Krakowski – wyróżnia się mozaikowatym układem wzgórz wapiennych (m.in. Wzgórz Tynieckich, Pasma Sowińca, Krzemionek Zakrzowskich, Krzemionek Podgórskich, Wawelu, Skałki) i obniżeń tektonicznych, którymi przepływa Wisła. Ukształtowanie terenu sprzyjało rozwojowi osadnictwa, w konsekwencji czego rozwinęło się miasto Kraków, które obecnie zajmuje większość obszaru Pomostu. Środowisko przyrodnicze jest bardzo przekształcone przez człowieka. W zachodniej części znajduje się Bielańsko-Tyniecki Park Krajobrazowy z kilkoma rezerwatami przyrody.